# Filmographie de Bernardo Bertolucci
La filmographie de Bernardo Bertolucci répertorie toutes les œuvres du réalisateur italien,,. La liste indique avec quelles personnes Bertolucci a collaboré à différentes étapes de sa carrière. Bertolucci n'a jamais fait appel à un acteur plus d'une fois pour un rôle principal. Les seconds rôles ne sont mentionnés que dans la mesure où les acteurs concernés ont joué dans d'autres films de Bertolucci. Stefania Sandrelli détient le record du nombre d'apparitions dans les films de Bertolucci, avec quatre rôles.
La colonne « Durée » indique la durée du film en minutes. Les films sont classés en deux catégories : noir et blanc (nb) et couleur (c).
| Année | Titre français Titre original                                     | Durée / Format      | Réal. | Scénar. | Producteur          | Chef-op.            | Compositeur                            | Distribution                                                                       | Lieu de l'action            | Notes |
| 1956  | La teleferica                                                     | ≈10 / nb 16 mm      | Oui   | Oui     | –                   |                     | muet                                   | Acteurs amateurs                                                                   | Près de Parme               | Premier film du jeune Bertolucci, âgé de 15 ans. |
| 1956  | La morte del maiale                                               | ≈10 / nb 16 mm      | Oui   | Oui     | –                   |                     | muet                                   | Acteurs amateurs                                                                   | Près de Parme               | Tournage d'un abattage de porcs |
| 1962  | Les Recrues (La commare secca)                                    | 100 / nb 35 mm      | Oui   | Oui     | Tonino Cervi        | Gianni Narzisi      | Carlo Rustichelli, Piero Piccioni      | Acteurs amateurs, Allen Midgette                                                   | Rome                        | Drame lyrique sur le sous-prolétariat romain et les petits délinquants |
| 1964  | Prima della rivoluzione                                           | 112 / nb 35 mm      | Oui   | Oui     | Mario Bernocchi     | Aldo Scavarda       | Ennio Morricone, morceaux de Verdi     | Francesco Barilli, Adriana Asti, Allen Midgette                                    | Parma                       | Drame initiatique d'un jeune homme issu d'une famille bourgeoise qui croit au communisme. |
| 1966  | La via del petrolio                                               | 48/40/45 / nb 16 mm | Oui   | Oui     | Georgio Patara      | Ugo Piccone et. al. | E. Macchi, morceaux de Verdi           | -                                                                                  | Iran, Méditerranée, Europe  | Documentaire télévisé commandé par ENI sur l'extraction et le transport du pétrole, trois épisodes |
| 1966  | Il canale                                                         | 12 / c 35 mm        | Oui   | Oui     | Georgio Patara      | Piccone, Salvadori  | Egisto Macchi                          | -                                                                                  | canal de Suez               | Film dérivé de La via del petrolio |
| 1967  | Dernier Sursaut pour cinq indésirables (Ballata da un miliardo)   | 95 / c 35 mm        | Non   | Oui     | Fulvio Morsella     | Mario Parapetti     | Luis Bacalov                           | Ray Danton                                                                         | Italie                      | Comédie de Gianni Amico |
| 1968  | Partner                                                           | 105 / c 35 mm       | Oui   | Oui     | Giovanni Bertolucci | Ugo Piccone         | Ennio Morricone                        | Pierre Clémenti, Stefania Sandrelli                                                | Rome                        | Cinéma radical sur le plan formel et politique, influencé par Godard et marqué par mai 68. |
| 1968  | Il était une fois dans l'Ouest (C'era una volta il West)          | 165 / c 35 mm       | Non   | Oui     | Fulvio Morsella     | Tonino Delli Colli  | Ennio Morricone                        | Charles Bronson Henry Fonda                                                        | États-Unis                  | Western de Sergio Leone, coscénarisé avec Dario Argento et Sergio Donati. |
| 1969  | L'Agonie (Agonia)                                                 | 28 / c 35 mm        | Oui   | Oui     | Carlo Lizzani       | Ugo Piccone         | Giovanni Fusco                         | Julian Beck et la troupe du Living Theatre                                         | -                           | Un épisode du film à sketches La Contestation (Amore e rabbia) |
| 1970  | La Stratégie de l'araignée (La strategia del ragno)               | 110 / c 35 mm       | Oui   | Oui     | Giovanni Bertolucci | Vittorio Storaro    | morceaux de Verdi et Schönberg         | Giulio Brogi, Alida Valli, Allen Midgette                                          | Region Emilia               | Film poétique riche en allusions sur les complots et les imbroglio de l'histoire |
| 1970  | Le Conformiste (Il conformista)                                   | 110 / c 35 mm       | Oui   | Oui     | Maurizio Lodi-Fé    | Vittorio Storaro    | Georges Delerue                        | Jean-Louis Trintignant, Stefania Sandrelli, Dominique Sanda, Pierre Clémenti       | Rome, Paris                 | Un psychogramme visuellement raffiné d'un fasciste conformiste qui permet à Bertolucci de percer à l'international. |
| 1971  | La salute è malata o I poveri muoiono prima                       | 35 / nb 16 mm       | Oui   | Oui     | -                   | Bisignani, Tafuri   |                                        | -                                                                                  | Rome                        | Propagandafilm im Auftrag der KPI |
| 1972  | Le Dernier Tango à Paris (Ultimo tango a Parigi)                  | 124 / c 35 mm       | Oui   | Oui     | Alberto Grimaldi    | Vittorio Storaro    | Gato Barbieri                          | Marlon Brando, Maria Schneider, Jean-Pierre Léaud                                  | Paris                       | Un homme vieillissant en proie à l'angoisse existentielle rencontre une jeune femme ; des scènes de sexe frontales et violentes ont provoqué un scandale mondial.                                                      |
| 1976  | 1900 (Novecento)                                                  | 317 / c 35 mm       | Oui   | Oui     | Alberto Grimaldi    | Vittorio Storaro    | Ennio Morricone, morceaux de Verdi     | Gérard Depardieu, Robert De Niro, Dominique Sanda, Stefania Sandrelli, Alida Valli | près de Parme               | Une fresque historique épique de l'Italie de 1900 à 1945 dépeint la lutte des classes entre paysans et propriétaires terriens.                                                                                         |
| 1979  | La luna                                                           | 135 / c 35 mm       | Oui   | Oui     | Giovanni Bertolucci | Vittorio Storaro    | morceaux de Verdi und Mozart           | Jill Clayburgh, Matthew Barry, Alida Valli, Renato Salvatori                       | Rome, Parme, New York       | Récit opératique sur une relation incestueuse entre une mère et son fils. |
| 1981  | La Tragédie d'un homme ridicule (La tragedia di un uomo ridicolo) | 116 / c 35 mm       | Oui   | Oui     | Giovanni Bertolucci | Carlo Di Palma      | Ennio Morricone                        | Ugo Tognazzi, Anouk Aimée, Renato Salvatori                                        | près de Parme               | « Film policier » satirique et triste sur un enlèvement dans le contexte de la situation politique nébuleuse en Italie.                                                                                                |
| 1983  | Tu me troubles (Tu mi turbi)                                      | 96 / c 35 mm        | Non   | Oui     | Ettore Rosboch      | Luigi Verga         | Paolo Conte                            | Roberto Benigni                                                                    | Italie                      | 1re comédie de Roberto Benigni |
| 1985  | Cartolina dalla Cina                                              | 10 / c Vidéo        | Oui   | Oui     | -                   | B. B. et. al.       |                                        | -                                                                                  | -                           | Documentaire télévisé sur le film Le Dernier Empereur |
| 1987  | Le Dernier Empereur (The Last Emperor)                            | 160 / c 35 mm       | Oui   | Oui     | Jeremy Thomas       | Vittorio Storaro    | Ryūichi Sakamoto, David Byrne, Cong Su | John Lone, Joan Chen Peter O’Toole                                                 | Pékin, Tianjin, Mandchourie | Fresque historique élaborée sur la vie de Puyi, le dernier empereur de Chine ; 9 Oscars. |
| 1990  | Un thé au Sahara (The Sheltering Sky)                             | 134 / c 35 mm       | Oui   | Oui     | Jeremy Thomas       | Vittorio Storaro    | Ryūichi Sakamoto                       | Debra Winger, John Malkovich                                                       | Maroc                       | Un couple américain perd la raison lors d'un voyage entre Tanger et le Sahara |
| 1990  | Bologna                                                           | <1 / c              | Oui   | Non     |                     |                     | Nicola Piovani                         | -                                                                                  | Bologne                     | Épisode du film à sketches ''Dodici registi per dodici città, bref portrait de la ville à l'occasion de la Coupe du monde de football 1990                                                                             |
| 1992  | Golem, l'esprit de l'exil (גולם: נדודים)                          | 105 / c 35 mm       | Non   | Non     | Laurent Truchot     | Henri Alekan        | Simon et Markus Stockhausen            | Hanna Schygulla Bernardo Bertolucci                                                | Paris                       | Film d'Amos Gitaï sur le golem, personnage mythique des légendes juives. B.B. y joue un petit rôle de maître de cour                                                                                                   |
| 1993  | Little Buddha                                                     | 135 / c 35 mm       | Oui   | Non     | Jeremy Thomas       | Vittorio Storaro    | Ryūichi Sakamoto                       | Keanu Reeves                                                                       | Bhoutan, Népal, Seattle     | Recherche sur la réincarnation bouddhiste et légende mythique sur la vie de Bouddha |
| 1996  | Beauté volée (Stealing Beauty)                                    | 113 / c 35 mm       | Oui   | Non     | Jeremy Thomas       | Darius Khondji      | Richard Hartley                        | Liv Tyler, Jeremy Irons, Stefania Sandrelli                                        | Chianti                     | Premières expériences érotiques d'une jeune Américaine en Italie |
| 1998  | Shanduraï (L'assedio)                                             | 93 / c 35 mm        | Oui   | Oui     | Massimo Cortesi     | Fabio Cianchetti    | Alessio Vlad                           | Thandie Newton, David Thewlis                                                      | Rome                        | Une Africaine qui a fui la dictature est courtisée par un pianiste excentrique. |
| 2001  | Le Triomphe de l'amour (The Triumph of Love)                      | 112 / c 35 mm       | Non   | Oui     | Bernardo Bertolucci | Fabio Cianchetti    | Jason Osborn                           | Mira Sorvino                                                                       | Pays fictif d'Europe        | Réalisation de Clare Peploe, l'épouse de B.B. |
| 2002  | Histoire d’eaux                                                   | 10 / nb             | Oui   | Non     |                     | Fabio Cianchetti    | Chants de Nino Ferrer                  | Valeria Bruni Tedeschi                                                             | Italie                      | Courte parabole faisant partie du film à sketches Ten Minutes Older – The Cello |
| 2003  | Innocents: The Dreamers (The Dreamers - I sognatori)              | 115 / c             | Oui   | Non     | Jeremy Thomas       | Fabio Cianchetti    | diverse Rocktitel                      | Eva Green, Louis Garrel, Michael Pitt                                              | Paris                       | Trois jeunes célèbrent la politique, le cinéma et l'amour libre pendant les événements de mai 68 à Paris. |
| 2012  | Moi et toi (Io e te)                                              | 103 / c 35 mm       | Oui   | Oui     | Mario Gianani       | Fabio Cianchetti    | Franco Piersanti                       | Jacopo Olmo Antinori, Tea Falco                                                    | Italie                      | Deux jeunes demi-frères et sœurs passent leurs journées isolés dans leur cave. |
| 2013  | Scarpette rosse                                                   | 2 / c               | Oui   | Oui     | Mostra de Venise    | –                   | –                                      | –                                                                                  | Italie                      | Un film collectif, intitulé Venice 70: Future Reloaded, réalisé par 70 réalisateurs à l'occasion du 70e anniversaire de la Mostra de Venise, auquel Bertolucci contribue avec un court métrage d'environ 100 secondes. |